# Ian Coombs-Goodfellow
Ian Coombs-Goodfellow (* 26. März 1963) ist ein für England startender Badmintonspieler aus Jersey. 
Kerry Coombs-Goodfellow ist seine Ehefrau.

## Karriere
Ian Coombs-Goodfellow siegte 1985 bei den Island Games im Herrendoppel. Bis 1995 erkämpfte er sich bei allen weiteren Spielen Medaillen, schaffte es jedoch nie wieder bis auf das oberste Treppchen. Bei den Jersey Open gewann er von 1985 bis 2002 sieben Titel. 2002 nahm er an den Commonwealth Games teil.